# Batalla de Connor
La Batalla de Connor tuvo lugar el 10 de septiembre de 1315, en el townland de Tannybrake a una milla al norte del actual pueblo de Connor en el Condado de Antrim, durante la campaña Bruce en Irlanda.

## Contexto
Edward Bruce desembarcó en Larne, en el modernoCondado de Antrim, el 26 de mayo de 1315. A comienzos de junio, Donall Ó Néill de Tyrone y otros doce reyes y señores del norte se reunieron con en Edward Bruce en Carrickfergus y le juraron lealtad como Rey de Irlanda. Edward ocupó la ciudad de Carrickfergus, pero fue incapaz de tomar el Castillo. Su ejército continuó hacia el sur, a través del Moyry Pass para tomar Dundalk.

## Preludio
En las afueras de la ciudad, Bruce encontró un ejército dirigido por John FitzThomas Fitzgerald, Lord de Offaly, su yerno Edmund Butler, conde de Carrick y Maurice Fitzgerald, Barón Desmond. Los escoceses les hicieron retroceder hasta Dundalk y el 29 de junio devastaron la ciudad y sus habitantes.
Hacia el 22 julio Edmund Butler, el Justiciar en Dublín, reunió un ejército de Munster y Leinster para unirse a Richard Óg de Burgh, conde de Úlster y enfrentarse a Bruce. De Burgh se negó a permitir la entrada de las tropas gubernamentales en Úlster, temiendo que su territorio fuera devastado. Bruce fue capaz de explotar su disputa y les derrotó por separado.

## Batalla
Bruce se retiró lentamente hacia el norte, poniendo a  de Burgh en su persecución. Bruce y sus aliados O'Neill saquearon Coleraine, destruyendo el puente sobre el Río Bann para retrasar a sus perseguidores. Edward anunció a Fedlimd Ó Conchobair que le reconocería como rey en Connacht si se retiraba. Envió el mismo mensaje al pretendiente rival Ruaidri mac Cathal Ua Conchobair. Cathal regresó inmediatamente a casa, inició una rebelión y se proclamó rey. Los aliados de De Burgh en Connacht seguidores de Felim partieron junto a él para apoyarle en su pretensión. La fuerza de Edward entonces cruzó el Bann en barcas, y atacó. El Conde de Úlster se retiró a Connor.
Los ejércitos se enfrentaron en Connor el 10 de septiembre de 1315. La fuerza superior de Bruce y sus aliados irlandeses derrotaron a las agotadas fuerzas de Úlster. La captura de Connor permitió a Bruce reaprovisionar a su ejército para el invierno con los almacenes del Conde de Ulste en Connor. El primo del condel, William de Burgh, fue capturado, así como otros nobles y sus herederos. La mayoría de su ejército retrocedió al Castillo de Carrickfergus, que los escoceses sitiarion. El Conde de Úlster consiguió regresar a Connaught.

## Consecuencias
Las fuerzas gubernamentales de Butler no llegaron a enfrentarse a Bruce, permitiéndole consolidar su control en Úlster. Su ocupación de Úlster animó levantamientos en Meath y Connacht, debilitando aún más a los de Burgh. A pesar de este, y otra victoria/irlandesa escocesa en la Batalla de Skerries, la campaña concluiría en derrota tras la Batalla de Faughart.